# Die Verlobte von Lucky Luke
Die Verlobte von Lucky Luke (frz.: La Fiancée de Lucky Luke) ist ein Album der Comicserie Lucky Luke. Es wurde von Morris gezeichnet und von Guy Vidal getextet und erschien erstmals 1985.

## Handlung
Lucky Luke leitet einen Treck heiratswilliger Frauen quer durch die Vereinigten Staaten Richtung Westen. Nachdem die Damen den gefährlichen Trip gut überstanden haben, vermählen sie sich mit ihren neuen Lebenspartnern in der Goldgräberstadt Purgatory. Da aber einer der vorgesehenen Gatten im Gefängnis sitzt, lässt sich Lucky Luke breitschlagen, zum Schutz der Dame Jenny an ihrer Seite zu verweilen. Die Dalton-Bande will jene Dame entführen. Da aber die dominante Art jener Frau dauerhaft für die Gangster nicht aushaltbar ist, geben sie auf und wandern in den Knast. Lucky Luke konnte die Freilassung des Inhaftierten erreichen und das ursprünglich vorgesehene Paar kommt wieder zusammen.

## Veröffentlichung
Die Geschichte wurde erstmals 1985 im Magazin Spirou und im selben Jahr bei Dargaud als Album veröffentlicht.
1986 kam das Album auf Deutsch bei Ehapa heraus (Band 48).
Die Geschichte wurde 1991 für die Lucky-Luke-Zeichentrickserie verfilmt.